# Ижтимоият
Ижтимоият (узб. Ijtimoiyot / Ижтимоиёт) — посёлок городского типа, расположенный на территории Алтынкульского района Андижанской области Республики Узбекистан.

Статус посёлка городского типа с 2009 года.